# 8159 Fukuoka
A 8159 Fukuoka (ideiglenes jelöléssel 1990 BE1) a Naprendszer kisbolygóövében található aszteroida. Endate Kin és Vatanabe Kazuró fedezte fel 1990. január 24-én.